# Wendy Nanan
Wendy Nanan, née à Port-d'Espagne en 1955, est une peintre, sculptrice et graveuse de Trinité-et-Tobago.
Une grande partie de son travail se concentre sur les aspects multiraciaux de la société trinidadienne, avec souvent des images de figures religieuses et de symbolisme post-colonial. Nanan a notamment exposé à Paris, Londres, Washington DC, à l'Île-du-Prince-Édouard et en Colombie-Britannique, à Johannesbourg et en République dominicaine.

## Biographie
Wendy Nanan naît à Port-d'Espagne, la capitale de Trinité-et-Tobago, en 1955.
Elle suit des cours à l'université métropolitaine de Manchester, avant d'obtenir son BFA en peinture à l'université de Wolverhampton en 1979.
Depuis 1985, elle expose régulièrement dans le monde entier et est basée dans sa ville natale. Elle a assisté à des matchs de cricket avec ses parents dans son enfance, une expérience qui se reflète dans certaines de ses œuvres. Elle travaille dans divers médias, notamment la peinture, la gravure et la sculpture.
Les œuvres de Nanan font partie de la collection du National Museum and Art Gallery. Ses images figurent dans une couverture du premier numéro de l'édition limitée de la revue d'émission de timbres World of Invention de la Royal Mail, célébrant la Conférence de cricket de Londres du 1er au 3 mars 2007, le premier atelier international de ce type, organisé par l'Institut d'études du Commonwealth (en) de l'université de Londres.
Lors d'une exposition de 2012 intitulée Independence, à la Medulla Art Gallery de Port-d'Espagne, elle a appliqué son art pour interroger le 50e anniversaire de l'indépendance de Trinité-et-Tobago vis-à-vis du Royaume-Uni : plusieurs têtes de reine multiethniques grandeur nature, superposées à des timbres-poste d'anciennes colonies britanniques formant aujourd'hui le Commonwealth, ont révélé comment l'image de la reine d'Angleterre était projetée dans tous les coins du monde, ce qui se reflète aujourd'hui dans les mentalités coloniales persistantes.
Une grande partie de son travail se concentre sur les aspects multiraciaux de la société trinidadienne, avec souvent des images de figures religieuses et de symbolisme post-colonial,.
Wendy Nanan est citée dans deux publications d'histoire de l'art : Caribbean Art de Veerle Poupeye et Art in the Caribbean d'Anne Walmsley et Stanley Greaves.